# Bathydactylus valdiviae
Bathydactylus valdiviae är en havsanemonart som beskrevs av Oscar Henrik Carlgren 1928. Bathydactylus valdiviae ingår i släktet Bathydactylus och familjen Actinostolidae. Inga underarter finns listade i Catalogue of Life.